# Хорват, Хенрик
Хенрик Хорват (пол. Henryk Horwat, 9 февраля 1956, Сталиногруд, Польша) — польский хоккеист (хоккей на траве), полевой игрок.

## Биография
Хенрик Хорват родился 9 февраля 1956 года в польском городе Сталиногруд (сейчас Катовице).
Окончил базовое профессиональное училище, работал механиком на шахте в Катовице.
В 1974—1985 годах играл в хоккей на траве за АЗС-АВФ из Катовице. В её составе был серебряным (1980) и дважды бронзовым (1982—1983) призёром чемпионата Польши.
В 1980 году вошёл в состав сборной Польши по хоккею на траве на летних Олимпийских играх в Москве, занявшей 4-е место. Играл в поле, провёл 5 матчей, забил 3 мяча (два в ворота сборной Кубы, один — Танзании).
В 1979—1982 годах провёл за сборную Польши 32 матча, забил 16 мячей. Отличался напористой, скоростной, техничной игрой.
Мастер спорта Польши. 
С 1990 года живёт и работает в Германии.

## Семья
Отец — Хенрик Хорват, мать — Лидия Гурник.